# Benjamin Biehn
Benjamin Biehn (* 1979 in Marburg) ist ein deutscher Drehbuchautor.

## Biografie
Biehn, der die Martin-Luther-Schule in Marburg besuchte, absolvierte danach ein Germanistikstudium und ein Studium der Medienwissenschaften in Marburg, mit dem Ziel, Drehbuchautor zu werden. In dieser Zeit entstand in Zusammenarbeit mit Benni Diez der Kurzfilm Martha, eine studentische Produktion der Filmakademie Baden-Württemberg, in der Monika Manz Martha verkörpert, eine Frau, die ihren Mann pausenlos kritisiert. 2007 schloss Biehn sein Drehbuchstudium an der Filmakademie Baden-Württemberg mit dem Diplom ab. Die Wrestlingkomödie Tag Team – durch dick und dünn, seine Diplomarbeit, wurde für den Hessischen Drehbuchpreis nominiert. 
2008 nahm Biehn am ersten Jahrgang der Werkstatt Bavaria Film teil. Für die romantische Komödie Eine bärenstarke Liebe mit Muriel Baumeister und Pasquale Aleardi, die 2008 ins Fernsehen kam, lieferte er die Idee. Zusammen mit Robin Getrost und Uschi Reich schrieb er das Drehbuch für den Familienfilm Als der Weihnachtsmann vom Himmel fiel nach einer Buchvorlage von Cornelia Funke. Das Drehbuch respektive dessen Autoren wurden von der FFA mit einem Betrag von 20.000 Euro gefördert. Der 2011 im Kino anlaufende Film bekam von der FBW das Prädikat „wertvoll“ und wurde auf dem Kinofest Lünen mit dem Kinder- und Jugendfilmpreis, Schülerfilmpreis 10+ Rakete ausgezeichnet. Für die Krimiserie Heldt mit Kai Schumann in der Titelrolle steuerte Biehn 2016 und 2017 zwei Episoden bei.
Seit Oktober 2008 lebt und arbeitet Benjamin Biehn in München, wo er als festangestellter Autor der Bavaria Film GmbH verantwortlich ist für Konzepte und Drehbücher im Bereich Film, Serie und Internetspots.

## Filmografie (Auswahl)
- 2002: Ego (Kurzspielfilm; Regie)
- 2003: Martha (Kurzfilm; Regieassistenz, Drehbuch, Schnitt)
- 2003: Druckbolzen (Kurzfilm; Schauspieler)
- 2004: Johnny Moon (Zeichentrick-Kurzfilm; Regie, Drehbuch)
- 2004: Shocking Shorts 2 (Kompilationsfilm; Regie)
- 2006: Scenario (Kurzspielfilm; Drehbuch)
- 2008: Eine bärenstarke Liebe (Fernsehfilm, Idee)
- 2011: Als der Weihnachtsmann vom Himmel fiel (Drehbuch)
- 2016, 2017: Heldt (Fernsehserie, Folgen Kalter Hund und Die Dinos sind los, Drehbuch)